# Tymowa (Petite-Pologne)
Pour les articles homonymes, voir Tymowa.
Tymowa est une localité polonaise de la gmina de Czchów, située dans le powiat de Brzesko en voïvodie de Petite-Pologne.